# Неуспјешни трансфер
Неуспјешни или безуспјешни трансфер, познат и као aбортивни трансфер je било који пренос ДНK бактеријског донора ћелијама реципијента који не угради улазећу ДНК као дио насљедног материјала домаћина. Абортивни пренос уочен је у слиједећим трансдукцијама и конјугацијама. У свим случајевима, пренесени фрагмент разрјеђује се како бактеријска култура расте, Грешке у интеграцији преношенје ДНК у насљедни материјал примаоца могу настати због: 
1. грешке долазне ДНК при формирању кружних молекула;
2. циркуларизација се одвија, али кружна молекула гријеши у свом систему за одржавање. Тада се абортивни трансфер јавља каоплазмид. Гени који се налазе на припадајућем дијелу ДНК могу имати своју експресијуi у ћелијама примаоца.[1][2][3]